# Valto Olenius
Valto Rudolf « Vaitsu » Olenius (né le 12 décembre 1920 à Karkkila et décédé le 13 juillet 1983 à Heinola) est un athlète finlandais spécialiste du saut à la perche. Il a concouru pour le Forssan Alku puis pour le Lahden Sampo ; il mesurait 1,85 m pour 79 kg.

## Biographie
Il devint l'entraîneur de son compatriote Pentti Nikula qui fut le premier perchiste à franchir la hauteur des cinq mètres. 

### Palmarès
| Date | Compétition           | Lieu      | Résultat | Performance |
| ---- | --------------------- | --------- | -------- | ----------- |
| 1948 | Jeux olympiques d'été | Londres   | 7e       | 3,95 m      |
| 1950 | Championnats d'Europe | Bruxelles | 2e       | 4,25 m      |
| 1952 | Jeux olympiques d'été | Helsinki  | 5e       | 4,30 m      |

### Records
| Épreuve          | Performance | Lieu    | Date           |
| ---------------- | ----------- | ------- | -------------- |
| Saut à la perche | 4,31 m      | Tampere | 6 juillet 1953 |